# سنطور
السنطور أو السنطير (من الفارسية: سنتور) هي من الآلات الموسيقية الشرقية، لها وجهين، السفلي أكبر من وجهها العلوي، ويفرق بينهما 5 ثقوب. تحوي الآلة على 76 وتراً بحيث تربط كل 4 أوتار على حزمة واحدة. إحدى أوتارها مصنوع من الحديد، والأوتار الأخرى تكون مصنوعة من البرونز والنحاس، وتكون ذات لونين أوتار بيضاء وأوتار ذهبية.

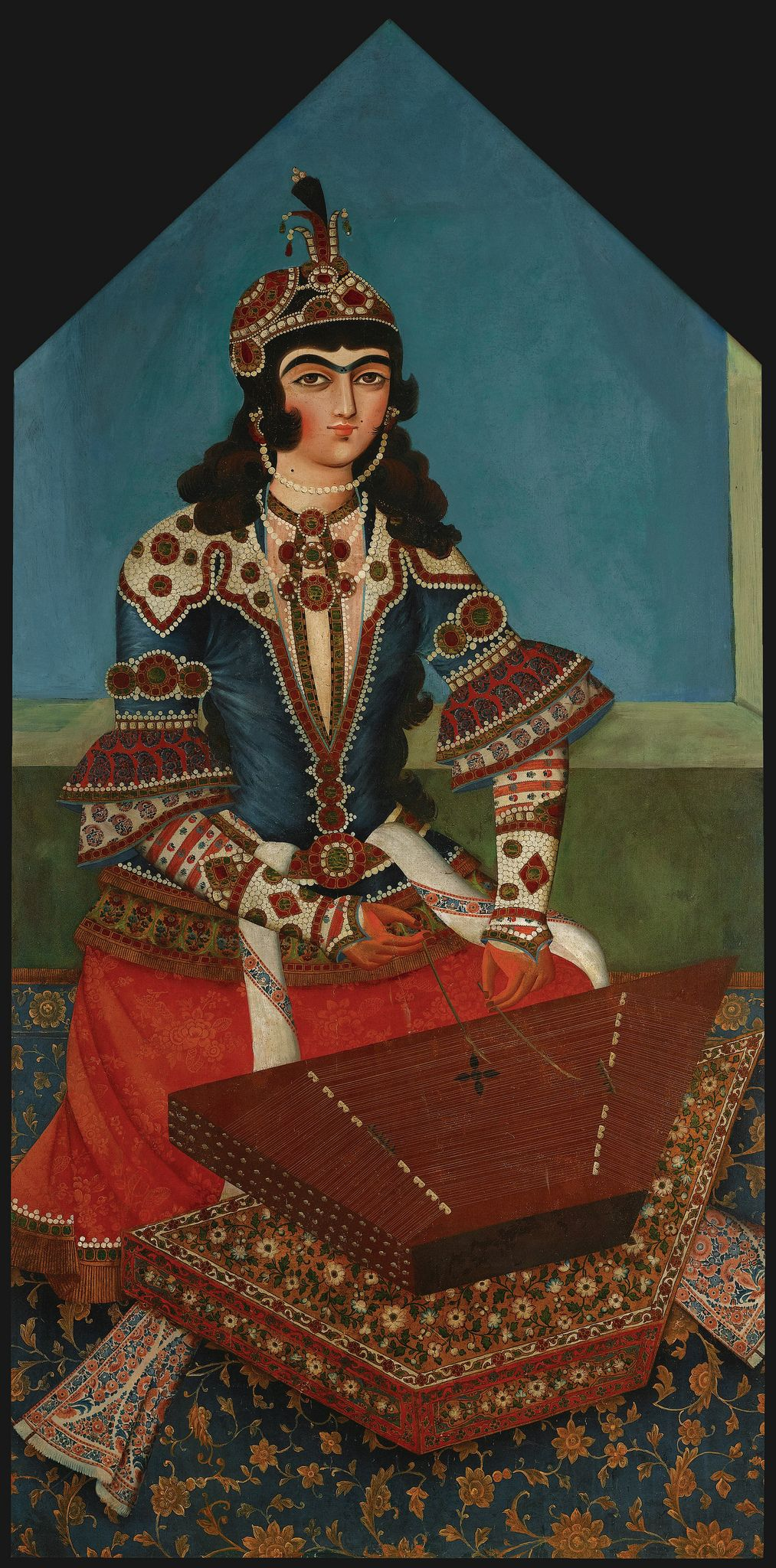
امرأة تعزف على آلة السنطور في لوحة تعود لعام 1830 م

يعود تاريخ صنع وعزف السنطور إلى 2500 سنة قبل الميلاد وقد اكتشفت هذه الآلة أول مرة في بابل، وأول حضاره عرفت باستخدام السنطور هم البابليون الذين جسدو السنطور في ملاحمهم التاريخية مثل ملحمه كلكامش مع وجود رقميات نقشت عليها آلة السنطور. وانتشرت كألة شرقية معروفة في ارجاء العالم.
السنطور يختلف عن القانون في طريقة العزف. فيُعزَف على القانون بريشتين مصنوعتين من الفضة تلبس في سبابتي يدي العازف اليمنى واليسرى، ثم ينقر بهما على الأوتار التي أمامه.
أما السنطور فان العزف يكون بالضرب على اوتاره بمضربين صغيرين من الخشب، ويقوم بتبديل الأصوات بتحريك الحمالات التي تسند الأوتار وهي عادة مصنوعة من الخشب.
يعد السنطور آلة مصاحبة (للجالغي البغدادي) والمقام العراقي، فله الدور الكبير في السيطرة على إيقاع الاغنية ونقل المفردات الموسيقية.
مر شكل السنطور عبر الوقت فقد كان على شكل علبة مستطيلة ذات أوتار معدنية. تطور بعدها إلى شكله الحالي فهو الآن على شكل خشبة من الجوز وأوتاره من البرونز، وهي متساوية في السمك وعددها أثنان وتسعون وتراً.
يعد السنطور من الآلات الموسيقية صعبة الاستخدام هذا الذي تسبب في قلة العازفين عليها.
يدرس العزف على السنطور في معهد الفنون الجميلة في العراق قسم الموسيقى الشرقية. من بين الأساتذة البارزين في هذا المجال قاسم عبد من العازفين المتخصصين في هذا المجال.

## معرض صور

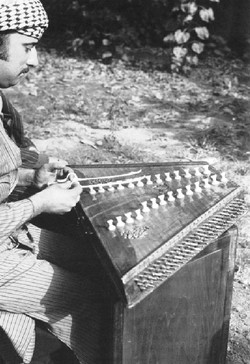
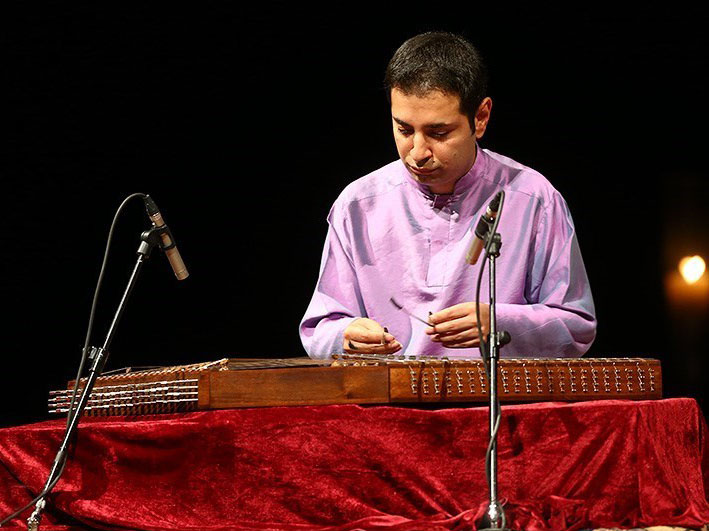
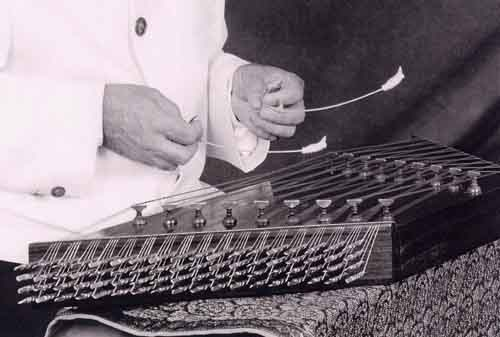